# Rippershausen
Rippershausen è un comune di 796 abitanti della Turingia, in Germania.
Appartiene al circondario (Landkreis) di Smalcalda-Meiningen (targa SM) ed è amministrato dal comune amministratore (Erfüllende Gemeinde) di Meiningen.